# Snart sista stunden kommen är
Snart sista stunden kommen är, är en psalm översatt till svenska av prästen Petrus Hansson Wasenius (1723-1803) och senare bearbetad av Johan Alfred Eklund. Den tyska originaltexten diktad av den pietistiske teologen Michael Lilienthal (1686-1750)
Melodin är en tonsättning från 1697 och enligt Koralbok för Nya psalmer, 1921 är det samma melodi som används till psalmen Vi tacke dig, o Jesu god (1819 nr 96) och på den tiden även för psalmen Den rätt på dig, o Jesus, tror, vars melodi tydligen varierat med utgivningarna.

## Publicerad i
- Nya psalmer 1921, tillägget till 1819 års psalmbok, som nr 659 under rubriken "De yttersta tingen: De kristnas hopp inför döden".